# Saint-Auban-sur-l’Ouvèze
Saint-Auban-sur-l’Ouvèze település Franciaországban, Drôme megyében. Lakosainak száma 204 fő (2022. január 1.). Saint-Auban-sur-l’Ouvèze Montferrand-la-Fare, Montguers, Rioms, La Rochette-du-Buis, Roussieux, Sainte-Euphémie-sur-Ouvèze és Saint-Sauveur-Gouvernet községekkel határos.

## Népesség
A település népessége az elmúlt években az alábbi módon változott:
| Lakosok száma | 215  | 213  | 200  | 203  | 220  | 216  | 213  | 212  | 212  | 204  |
|               | 1968 | 1982 | 1990 | 2006 | 2013 | 2015 | 2017 | 2019 | 2020 | 2022 |